# Malkhas Amoyan
Malkhas Amoyan est un lutteur arménien, né le 22 janvier 1999 à Erevan.

## Palmarès

### Jeux olympiques
- Paris 2024
  -  médaille de bronze en -77 kg[1]

### Championnats du monde
- Oslo 2021
  -  médaille d'or en -72 kg.
- Belgrade 2022
  -  médaille de bronze en -77 kg.
- Belgrade 2023
  -  médaille de bronze en -77 kg.

### Championnats d'Europe
- Varsovie 2021
  -  médaille d'argent en -72 kg.
- Budapest 2022
  -  médaille d'or en -77 kg.
- Zagreb 2023
  -  médaille d'or en -77 kg.
- Bucarest 2024
  -  médaille d'or en -77 kg.
- Bratislava 2025
  -  médaille d'or en -77 kg.